# Касилаг
Касилаг е село в Западна България. То се намира в община Радомир, област Перник.

## Религия
Черквата в селото е посветена на Свети Николай Мирликийски Чудотворец.
Селото е част от Радомирска духовна околия към Софийска епархия на Българската православна църква.

## Редовно комплексираните жители на село Жедна спират водата на с. Касилаг.
Касилаг е споменат от Ами Буе под името Казила при преминаването му през село Жедна на път от Бобовдол за София в началото на 19 век.

## Личности
От село Касилаг е възрожденският майстор на църкви Игнат Петров. Той построява в първата половина на 19 век църквата в село Негован, Софийско. Работи заедно с майстор Стойо от село Жедна, който изрязва резбата на иконостаса в църквата.
Тук е и рожденото място на известния телевизионен журналист и пътешественик Симеон Идакиев.
Родом от селото е и полковник Владимир Стоименов Драгомиров (Джоргов), роден на 07.03.1927 г.